# Aerojet General X-8
De Aerojet General X-8 was een door tollen gestabiliseerde, niet-geleide sondeerraket, die werd ontwikkeld om ladingen tot 68 kg tot een hoogte van 200.000 voet (61 km) te brengen.
De X-8 werd doorontwikkeld tot de succesvolle Aerobee-raket.

## Gebruik
Bij de lancering werd gedurende 2,5 seconde de Aerojet vaste brandstofraket met een stuwkracht van 80kN gebruikt. Hierna werd deze afgeworpen en werd de RTV-N10 vloeibare brandstofraket gebruikt. Deze laatste vuurde tot 40 seconden afhankelijk van het gewenste apogeum.
De raket viel via een kogelbaan terug op aarde, de lading daalde via een parachute.
De basisversie van de X-8 mat 6,2 meter en had een spanwijdte van 1,6 m.
Tijdens de tests werd een maximale hoogte gehaald van 222,1 km en een snelheid van Mach 6.